# Centro Español de Metrología
El Centro Español de Metrología (CEM) es un organismo público español, adscrito al Ministerio de Industria y Turismo, que actúa como máximo órgano técnico en el campo de la metrología en España.
Como tal, le corresponde la custodia y conservación de los patrones nacionales de medida; del establecimiento y desarrollo de las cadenas oficiales de calibración; el ejercicio de las funciones de la Administración General del Estado en el control metrológico del Estado; el mantenimiento del Registro de Control Metrológico; la ejecución de proyectos de investigación y desarrollo en materia metrológica; la formación de especialistas en metrología; y el impulso del desarrollo del Sistema Metrológico Nacional.

## Historia

### Antecedentes
Tras numerosos intentos entre los siglos XVIII y XIX, finalmente el 19 de julio de 1849 la reina Isabel II sancionó la Ley de Pesos y Medidas, que unificó todas las unidades métricas a través de la introducción del sistema decimal. Al amparo de esta ley, la reina también sanciono un real decreto con misma fecha que creó la Comisión de Pesas y Medidas, adscrita al Ministerio de Comercio, Instrucción y Obras Públicas, al objeto de asegurar el cumplimiento de dicha ley.
Esta comisión, con algunas variaciones en su nomenclatura, siendo la última la de Comisión Nacional de Metrología y Metrotecnia, existió hasta que en el año 1985 se aprobó la nueva Ley de Metrología.

### CEM
El Centro Español de Metrología nace al amparo de la Ley de Metrología de 18 de marzo de 1985. Esta ley incorporaba las competencias metrológicas en el Ministerio de la Presidencia y ordenaba a su titular reorganizar sus órganos a fin de integrarlas correctamente. Así, unos días más tarde se reestructuró dicho Departamento, creándose el Centro Español de Metrología (CEM) con rango de Subdirección General, integrado en el Instituto Geográfico Nacional.
Un lustro más tarde, en diciembre de 1990, la Ley de Presupuestos Generales del Estado de 1991 transforma el CEM en un organismo autónomo de carácter comercial e industrial, y lo adscribe al Ministerio de Obras Públicas y Urbanismo. La Presidencia del Organismo se le confirió al Subsecretario de Obras Públicas. Años más tarde, en 2003, se traslada al Ministerio de Ciencia y Tecnología, sin embargo, tras el cambio de gobierno en 2004, el Centro se adscribe al Ministerio de Industria, Turismo y Comercio a través de su Secretaría General de Industria y de la Pequeña y Mediana Empresa, que desde entonces ejerce la Presidencia. Sus estatutos se aprobaron en 2007.

## Estructura
El Centro Español de Metrología tiene tres órganos principales de gobierno:
- La Presidencia, ejercida por el titular de la Secretaría de Estado de Industria, al que le corresponde representar al Organismo, su dirección estratégica, la aprobación de los gastos y ordenación de los pagos del Organismo; así como la firma de contratos y convenios, entre otras funciones.
- El Consejo Rector, al que le corresponde definir las líneas generales de actuación del CEM, controlar su actividad y aprobar los presupuestos. Está compuesto por el presidente del CEM, el director del CEM, representantes de diferentes departamentos ministeriales, así como dos expertos en la materia.
- La Dirección, a la que le corresponden las funciones ejecutivas del Organismo. Tiene rango de Subdirección General y su titular es nombrado por el ministro de Industria, a propuesta del Secretario de Estado. Del director dependen:
  - La División de Magnitudes Mecánicas e Ingeniería.
  - La División de Magnitudes Energéticas, Medio Ambiente y Salud.
  - La Secretaría General.